# Johnny Bassotto/I bambini d'Italia
Johnny Bassotto/I bambini d'Italia è un singolo discografico di Lino Toffolo del 1976.

## Descrizione
Johnny Bassotto, incisa sul lato A, è una canzone per bambini cantata da Lino Toffolo insieme con il coro I Nostri Figli di Nora Orlandi. La musica è di Pippo Caruso, che ha curato anche l'arrangiamento e la direzione d'orchestra, e il testo di Bruno Lauzi, da lui incisa come brano d'apertura nel coevo Johnny Bassotto, la tartaruga... e altre storie di Bruno Lauzi. Nel 1976 fu la sigla della trasmissione televisiva Anteprima di CHI? – che anticipava il programma vero e proprio condotto da Pippo Baudo con il titolo di Chi abbinato alla Lotteria Italia. Ebbe un grandissimo successo anche grazie al cartone animato della sigla, realizzato da Guido Manuli per la Bozzetto Film di Bruno Bozzetto.
Il lato B del 45 giri è I bambini d'Italia, di Lauzi-Caruso, eseguita anch'essa da Lino Toffolo e dal coro I Nostri Figli.
In seguito al successo riscosso dalla sigla televisiva Johnny Bassotto, a Lino Toffolo fu chiesto di pubblicizzare le confetture Santa Rosa negli anni ottanta, utilizzando la sigla come jingle e modificando l'incipit "Chi ha rubato la marmellata?" in "Chi ha mangiato la confettura?"
Grazie al successo tra i bambini, il Corriere dei Piccoli pubblicò fra il 1976 e il 1977 le avventure di Johnny Bassotto, in una serie a fumetti realizzata presso lo Studio Bozzetto e capitanata da Guido Manuli.
La canzone Johnny Bassotto è stata usata come sigla italiana dell'anime Il piccolo detective (Tobidase! Bacchiri), mentre il ritornello "il bassotto poliziotto scoprirà la verità" viene utilizzato da Stefania Petyx, accompagnata dal bassotto Carolina, nei suoi servizi per la trasmissione televisiva Striscia la notizia.